# Lamponoides coottha
Lamponoides coottha är en spindelart som beskrevs av Norman I. Platnick 2000. Lamponoides coottha ingår i släktet Lamponoides och familjen Lamponidae. Inga underarter finns listade i Catalogue of Life.